# Mount Triumph
Der Mount Triumph ist ein Berg in den North Cascades des US-Bundesstaates Washington. Er liegt etwa 5,5 mi (8,9 km) westnordwestlich des Ortes Newhalem. Benannt wurde er von Lage Wernstedt, einem Vermesser des United States Forest Service. Als einer der bemerkenswertesten Berge im North Cascades National Park ist der Mount Triumph bei den lokal ansässigen Bergsteigern für sein Fehlen einer leichten Kletterroute zum Gipfel bekannt. Ungeachtet seiner moderaten Höhe ist sein Relief dramatisch. Durch die tief eingeschnittenen Täler des Bacon Creek im Westen und des Goodell Creek im Osten erhebt er sich von Westen kommend etwa 1 mi (1,6 km) über weniger als 2 mi (3,2 km) Entfernung.
Der Berg ist extrem zerklüftet und einer der Autoren beschrieb ihn als „einen felsigen Daumen mit nahezu senkrechten bis überhängenden Flanken an drei Seiten“. Von oben hat er das Aussehen eines dreiblättrigen Propellers, den ihm die Nordost-, Nordwest- und Südgrate verleihen. Der Mount Despair (7.292 ft (2.223 m)) liegt 2,3 mi (3,7 km) nordnordwestlich. Beide Gipfel sind durch den Triumph Pass (5.520 ft (1.682 m)) miteinander verbunden.

## Geographie
Der Berg liegt vollständig im Einzugsgebiet des Skagit River mit seinen Zuflüssen Bacon Creek und Goodell Creek. Unterhalb des Ost- und des Nordhanges gibt es je einen kleinen Gletscher, die beide rückläufig sind. Der Südgrat des Mount Triumph endet an einem kleineren Gipfel, dem Thornton Peak (6.935 ft (2.114 m)). An seiner Südflanke gibt es ein Tiefes Kartal mit den Thornton Lakes, einer Kette aus drei Seen zwischen 4.486 ft (1.367 m) und 5.040 ft (1.536 m) Höhe, welche die Quelle des südwärts fließenden Thornton Creek bilden, eines weiteren Zuflusses des Skagit River.

## Geologie
Der Mount Triumph besteht aus altem Orthogneis. Der benachbarte Mount Despair ist ein hervortretender Block aus grauem Granodiorit, der Teil des großen Plutons des Chilliwack-Batholiths ist, welcher westlich der Thornton Lakes zu sehen ist. Östlich der Seen gibt es dunkle Amphibolite, Orthogneis und Glimmerschiefer.:61–62

## Besteigung
Die einfachste Route zum Gipfel verläuft im Westen des Mount Triumph. Sie ist mit der Schwierigkeitsstufe 4 (YDS) bewertet und kann bei Nässe gefährlich sein. Der Zugang erfolgt über die Kletterroute zum Triumph Pass. Der Nordost-Grat ist viel schwieriger zu bewältigen (Klasse 5.5), aber aufgrund der Felsqualität bemerkenswert. Sie wird über den Thornton Lakes Trail erreicht. Eine Kraxel-Route (englisch scrambling route) vom Thornton Lakes Trail führt zum Gipfel des Trappers Peak (5.966 ft (1.818 m)), welcher eine gute Aussicht auf den Mount Triumph bietet.
| Mount Despair Mount Blum, Mount Shuksan |         | Mount Terror |
|                                         | Kompass |              |
|                                         |         |              |